# Trung tâm Bảo tàng và Lịch sử ở Lwówek Śląski
Trung tâm Bảo tàng và Lịch sử ở Lwówek Śląski (tiếng Ba Lan: Placówka Historyczno-Muzealna w Lwówku Ślaskim) là một bảo tàng tọa lạc tại số 1 Quảng trường Tự do, Lwówek Śląski, Ba Lan.

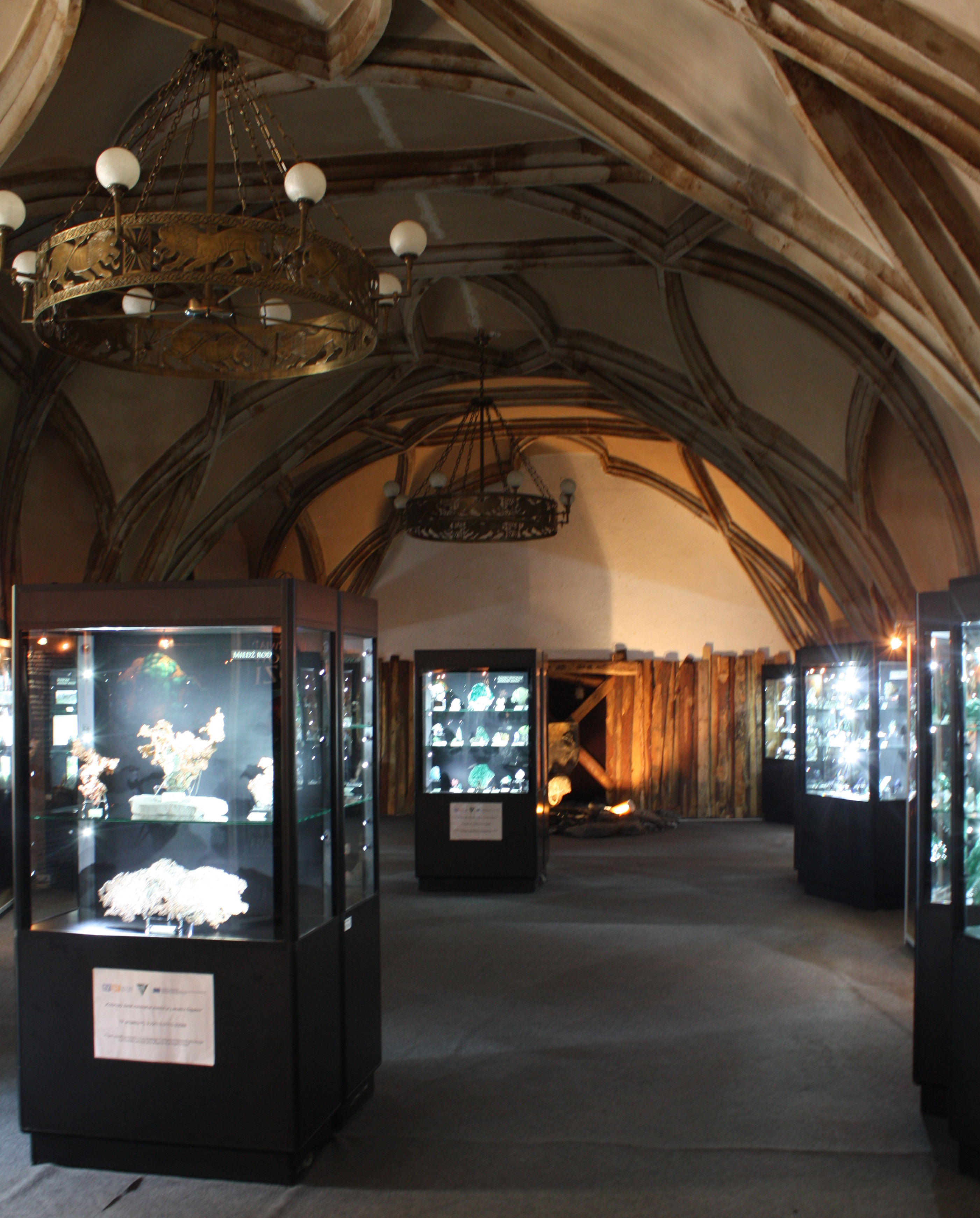
Triển lãm khoáng chất trong Bảo tàng

Trung tâm Bảo tàng và Lịch sử ở Lwówek Śląski được thành lập vào năm 2006. Bộ sưu tập của Bảo tàng hiện được đặt trong năm phòng của Tòa thị chính.